# Pimelodus pictus
Pimelodus pictus (Пімелодус розмальований) — вид сомоподібних риб з роду Pimelodus родини Пласкоголові соми. Інша назва «пімелодус-янгол».

## Опис
Загальна довжина досягає 16 см, зазвичай 11-12 см. Спостерігається статевий диморфізм: самиця більша за самця. Голова коротка, трохи сплощена зверху. Очі невеличкі. Рот широкий, нижній. Має 2 пари коротких вусів і 1 довгих, розміщених на верхній губі. Тулуб витягнутий і високий, вкриті гострими одонтодами (шкіряними зубчиками), що тягнуться до хвостового плавця. Спинний плавець високий, трикутної форми, з 6 м'якими плавцями. Перші промені спинних та грудних плавців мають сильні і гострі колючки, які можуть заподіяти болісну травму. Анальний плавець помірно довгий, складається з 10 м'яких променів. Хвостовий плавець з великим вирізом, складається з 9 м'яких променів.
Основний колір тулуба сріблястий з чорними плямами злегка округлої форми. Плавці суцільно вкрито такими ж плямами.

## Спосіб життя
Є бентопелагічною рибою. Воліє до прісної та чистої води. Зустрічається в нижніх шарах води. Активність починає проявляти з настанням сутінків. Живиться дрібною рибою невеличкими равликами, креветками, а також хробаками, фруктами, комахами, детритом. Для пошуку здобичі використовує свої вуса.

## Розповсюдження
Поширено у річках Амазонка та Оріноко — в межах Перу і Колумбії.

## В акваріумі
Потрібен акваріум об'ємом від 100 л з рослинами і різними укриттями (натуральні корчі, печери з каменів і так далі). Віддає перевагу приглушеному освітленню. Параметри води для утримання розписного пімелодуса або пимелодуса-янгола: жорсткість 6-15°, pH 5,8-7,5, температура 22-27 °C. Необхідні фільтрація, аерація і щотижнева підміна до 30 % об'єму води. Якщо умови в акваріумі несприятливі, то можуть захворіти (плавникова гнилизна і грибок, що розвивається на зябрах і вусах). Уживається з різними видами риб. Тримати бажано в зграї, але можна і поодинці.
Якщо звикають до умов в акваріумі, то поспостерігати за ними іноді можна вдень. Віддає перевагу живому корму, але не відмовиться від сухого і рослинного.
Розведення розписного пімелодуса або пимелодуса-янгола в домашніх умовах повністю не освоєне. Рибок привозять з Південної Америки і це має сезонний характер.